# デジャヴュ (化粧品ブランド)
デジャヴュは、化粧品の製造・販売を主な事業とする日本の企業であるイミュ株式会社より2001年に生まれた化粧品ブランド。アイメイク商品を中心に、品質・機能性を追求したものを提供するというブランドコンセプトで展開している。